# Вахпетоны
Вахпетоны, вахпетон-сиу (англ. Wahpeton; самоназвание на дакота — Waĥpéthuŋwaŋ) — индейское племя языковой семьи сиу, входит в состав народа санти, наиболее близки к сиссетонам.

## История
Вахпетоны в XVIII веке, как и остальные племена санти, вели постоянные войны с оджибве. Оджибве, благодаря огнестрельному оружию, приобретённому у европейских торговцев, сумели оттеснить вахпетонов и остальных санти на юг. В 1804 году вахпетоны проживали около реки Миннесота, выше её устья. Позже они переместились на запад, к Лак-ки-Парл. В 1835 году миссионеры жившие с вахпетонами оценили их численность в 1500 человек.
В 1862 году часть вахпетонов приняла участие в восстании санти. После окончания восстания, эта группа бежала в Канаду, некоторые примкнули к янктонаям и лакота. Большая часть вахпетонов, после подписания договора с правительством США, переселилась в резервацию Лейк-Траверс вместе с сиссетонами.
Ныне вахпетоны и их потомки проживают в нескольких резервациях, расположенных в Миннесоте, Северной Дакоте, Южной Дакоте, Монтане, Саскачеване и Манитобе.